# 江祥南
江祥南 （高棉语：សៀង ណាំ） ，于1957年12月16日出生于柬埔寨磅针省磅暹县，柬埔寨华人后代 ，柬埔寨著名商人，政治家，柬埔寨人民党前暹粒省国会议员，	

## 学习经历
- 1973年毕业于家乡磅针省西哈努克中学，
- 2010年8月9日获哲学与政治学荣誉博士学位，

## 工作
- 2003年至2013年代表柬埔寨人民党当选为柬埔寨国会第3届与第四届暹粒省国会议员，

## 家庭
已婚，并肓有3子女，
- 江利内 可译：南利内 高棉语：ណាំ លីណែត 嫁给张氏（狄固朔）高棉语：ទា កុសល，
- 江利农 可译：南利农 高棉语：ណាំ លីណាល់ 娶泰国前总理颂猜·旺沙瓦幼女为妻[2]，
- 江利娜 可译：南利娜 高棉语：ណាំ លីណា 嫁给柬埔寨副总理任财利之子任立。任立也是目前柬國最年輕的國會議員。[3]，